# Phoenicoparrus
Phoenicoparrus – rodzaj ptaków z rodziny flamingów (Phoenicopteridae).

## Zasięg występowania
Rodzaj obejmuje gatunki występujące w południowym Peru, zachodniej Boliwii, północnym Chile i północno-zachodniej Argentynie.

## Morfologia
Długość ciała 90–110 cm; masa ciała 2000–2400 g.

## Systematyka

### Etymologia
- Phoenicoparrus (Phoenicoparra, Phaenicoparrus): gr. φοινιξ phoinix, φοινικος phoinikos „karmazynowy, czerwony”; łac. parrus lub parra „nieznany złowróżbny ptak” (różnie identyfikowany, np. jako lelek, sowa, dzięcioł, czajka czy białorzytka)[8].
- Lipocentrus: gr. λιπο- lipo- „bez”, od λειπω leipō „pozostawić, opuścić”; κεντρον kentron „ostroga”[9]. Nowa nazwa dla Phoenicoparrus Bonaparte, 1856.

### Podział systematyczny
Do rodzaju należą następujące gatunki:
- Phoenicoparrus andinus – flaming andyjski
- Phoenicoparrus jamesi – flaming krótkodzioby